# 醋热菌属
醋热菌属為拟杆菌目拟杆菌科的一属厌氧革兰氏阴性直杆菌。分离于在60℃左右的污物消化液。此属的模式种也是唯一种为少食醋热菌(Acetothermus paucivorans)。

## 下属物种
- 少食醋热菌 Acetothermus paucivorans Dietrich et al. 1988